# Pfarrhaus Weißensee (Füssen)

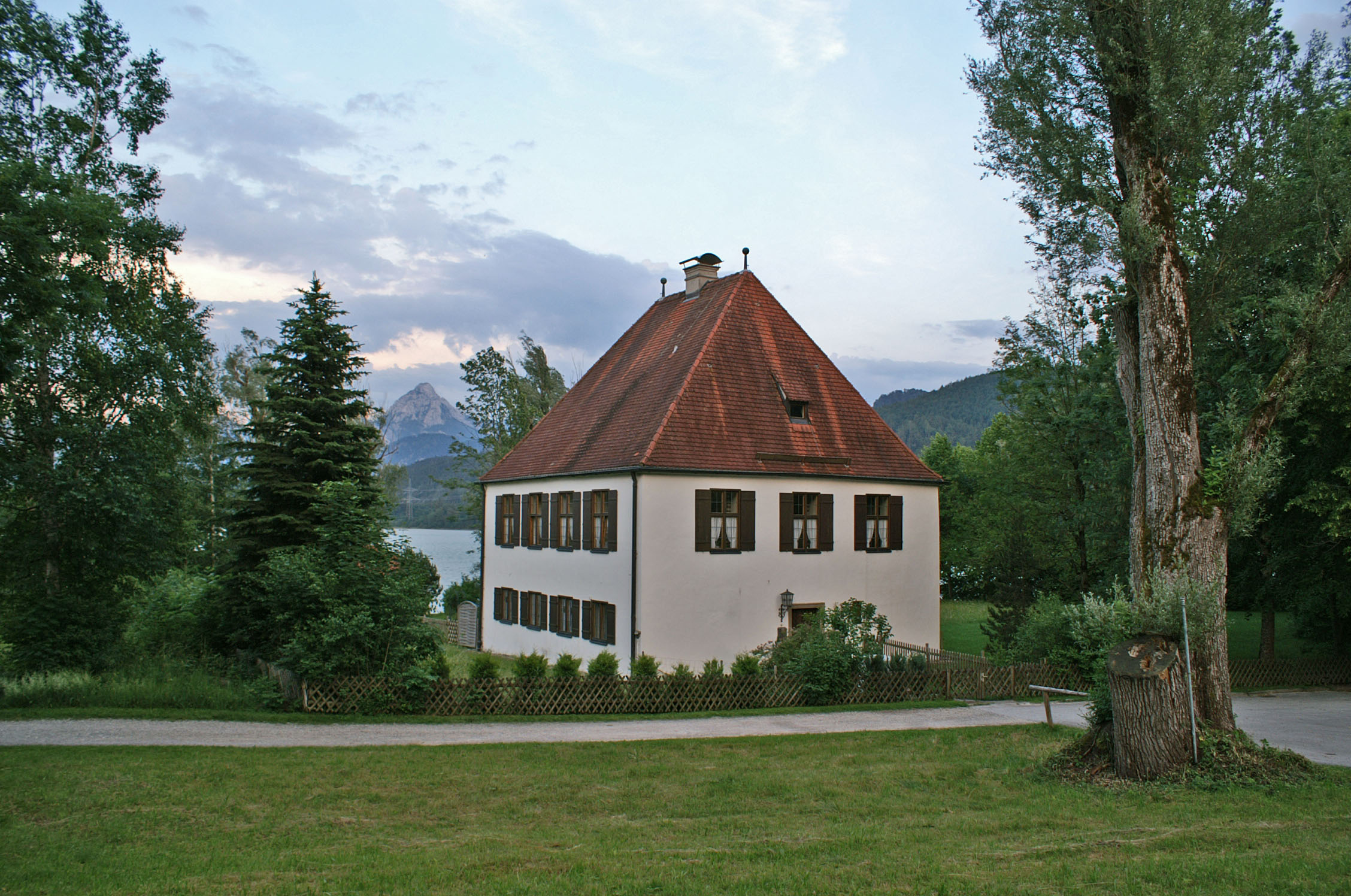
Pfarrhaus Weißensee

Das Pfarrhaus Weißensee ist ein denkmalgeschütztes Pfarrhaus in Weißensee, heute ein Gemeindeteil der bayerisch-schwäbischen Stadt Füssen.

## Lage

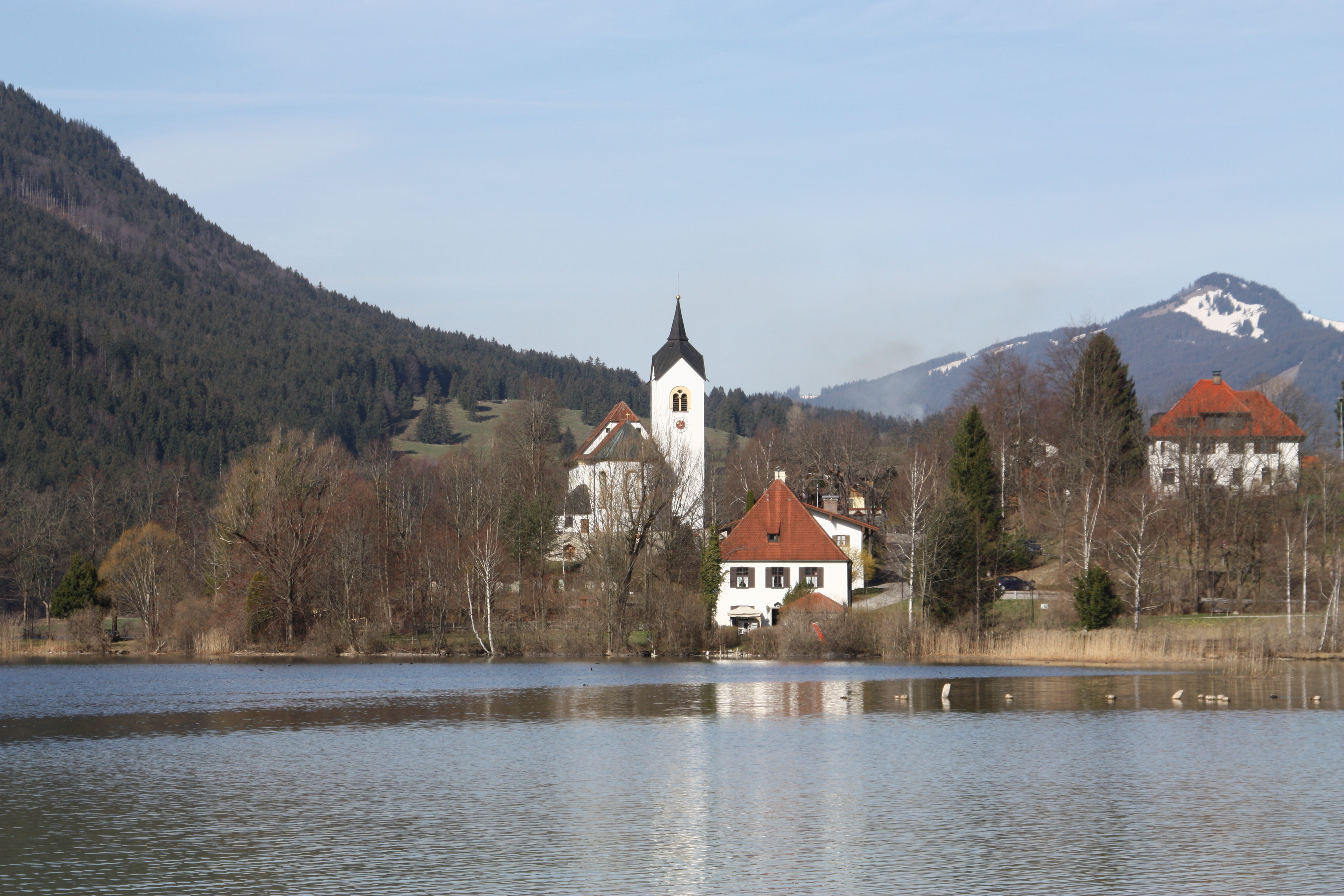
Ansicht vom See mit Pfarrkirche St. Walburga

Das Pfarrhaus steht am Ufer des Weißensees unterhalb der Pfarrkirche St. Walburga, des Kirchfriedhofs und des Mesnerhauses, das heute als Pfarrheim und Feriendomizil für kirchliche Mitarbeiter des Bistums Augsburg dient. Pfarrhaus, Kirche und Mesnerhaus bilden vor der Kulisse der Berge und mit dem schilfbewachsenen Seeufer und den alten Bäumen ein einmaliges Ensemble.
Neben dem Garten des Pfarrhauses befindet sich am Seeufer ein um 2017 angelegter Ruhebereich mit Pavillon. Das Pfarrhaus hat die Adresse Am Pfarrhof 1.

## Geschichte
Der Weißensee gehörte seit 753 zu den Besitztümern des Klosters St. Mang in Füssen. Mindestens seit 1209 gab es in Weißensee eine Pfarrei und damit wohl auch ein Pfarrhaus. 1229 erhielt das Kloster das Besetzungsrecht der Pfarrei. Spätestens ab etwa 1590 wurde die Seelsorge nur noch von Klostergeistlichen ausgeübt, die im Kloster in Füssen wohnten.
Das heutige Gebäude steht vermutlich am Ort des ehemaligen Pfarrhauses und wurde wohl Anfang des 18. Jahrhunderts errichtet. Es war zunächst Haus des Klosterfischers und wurde auch vom Füssener Abt genutzt, wenn er sich in Weißensee aufhielt. 1745 wurde in ihm ein Fischkalter eingebaut und im oberen Stockwerk eine Wohnung für den Abt.
1766 vereinbarte die Pfarrgemeinde mit dem Kloster, wieder einen ständigen Seelsorger zu bekommen, und das Haus sollte zu einem Pfarrhaus umgebaut werden. Einen ersten Kostenvoranschlag lieferte der Pinswanger Baumeister Franz Kleinhans. Mit dem Bau wurde dann aber Franz Karl Fischer beauftragt, Sohn des berühmten Füssener Baumeisters Johann Georg Fischer. Der Umbau wurde am 14. Oktober 1766 fertiggestellt.
Bis 1953 war das Pfarrhaus nun Wohn- und Amtsgebäude des Pfarrvikars, danach diente es dem Stadtpfarrer von Füssen als Pfarrvikar von Weißensee als Amtsgebäude und die Wohnung wurde vermietet. Von 1963 bis 1965 wurde es umfassend innen und außen renoviert.

## Bauwerk
Das Pfarrhaus besticht trotz seiner schlichten Form durch seine wohlproportionierten Dimensionen und sein stattliches Erscheinungsbild. Vorbild war anscheinend das Pfarrhaus in Rückholz, das aber deutlich kleiner ist. Im 20. Jahrhundert entdeckten Architekten das Pfarrhaus in Weißensee als Musterbeispiel für hervorragende Baukunst. In einer Architekturzeitschrift aus den 1920er Jahren steht: „Mit den einfachsten Mitteln ist ein Gebäude entstanden, das weit über seine Zeit hinaus Bewunderung verdient.“ Es wurde Vorbild für Gebäude, die sich von ihrem Umfeld abheben sollten, zum Beispiel das Postgebäude in Pfronten und das frühere AOK-Gebäude an der Augustenstraße in Füssen.
Das Gebäude hat einen quadratischen Grundriss und zwei Stockwerke. Es ist mit einem hohen, steilen Walmdach gedeckt, das die Fassade an Höhe übertrifft. Die Fenster im oberen Stockwerk sind wesentlich höher als die im Erdgeschoss.
Im Inneren teilt ein Gang das Erdgeschoss mit Zugängen zu den Zimmern im Süden und Norden. Er führt zu einem in Rundarkade geöffneten Treppenhaus mit Balustern. Im Obergeschoss befindet sich im Süden ein kleiner Saal, in dem ein Rokokoofen mit geschwungenem Kachelaufsatz mit Rocaillen und in Köpfen auslaufenden Eckvoluten steht, der mit 1765 bezeichnet ist.